# Kaiserglocke

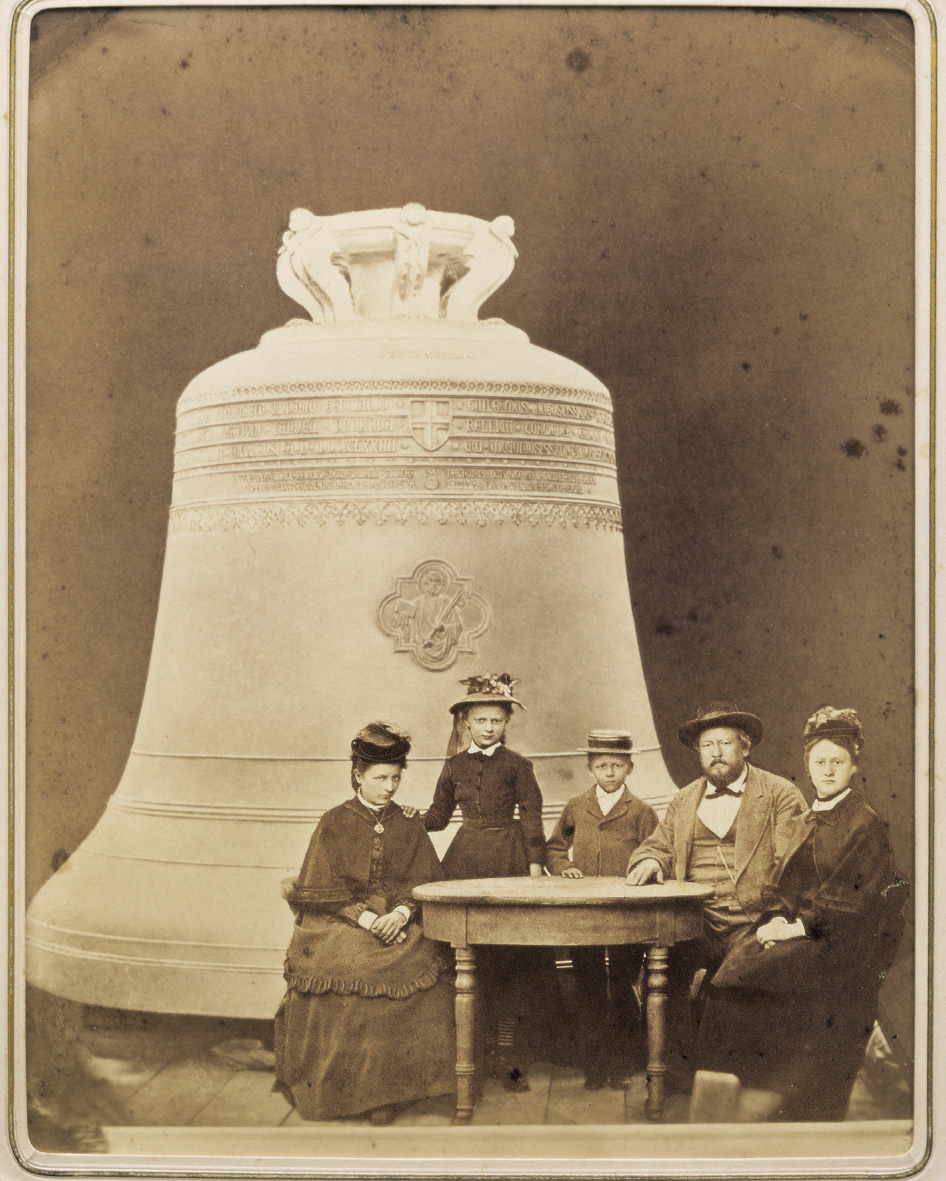
Andreas Hamm 1875, vor der von ihm gegossenen Kaiserglocke für den Kölner Dom

Die Kaiserglocke („Gloriosa“) war bis 1918 die größte Glocke des Kölner Domes und die größte freischwingende Glocke der Welt. Ihre Nachfolgerin ist seit 1923 die Petersglocke.
Die 1874 von Andreas Hamm (Frankenthal) – nach zwei Fehlgüssen – gegossene Glocke hatte den Schlagton cis0. Sie wog 26.250 Kilogramm bei einem Durchmesser von 342 Zentimetern; die Schlagringstärke der Glocke betrug 29 Zentimeter. Im Juni 1918 wurde die Glocke im Glockenturm zerlegt und ihr Metall zu Kriegszwecken abgeliefert.

## Entstehungsgeschichte

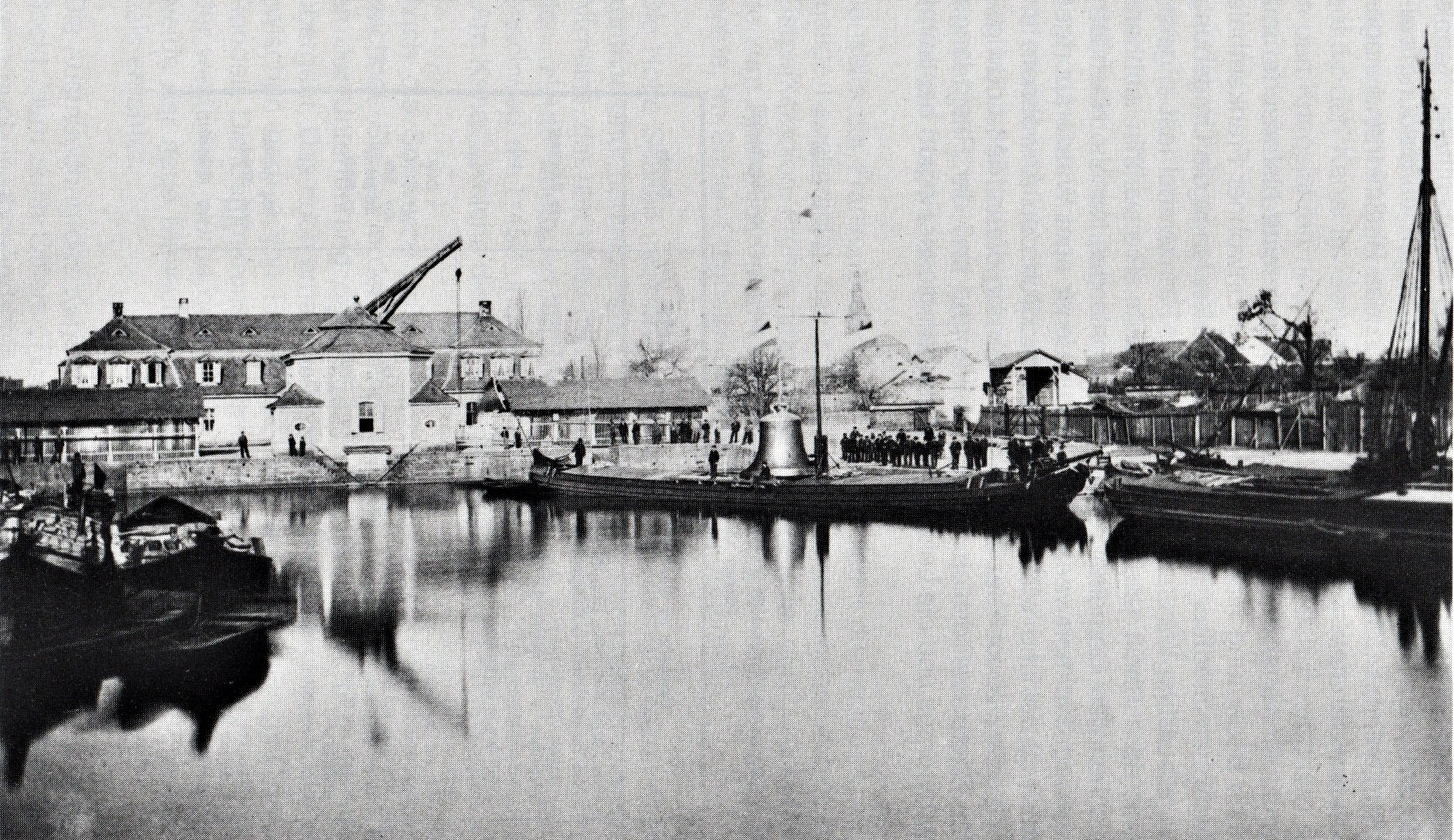
Die Kaiserglocke, auf ein Schiff verladen, 1875 im Frankenthaler Kanalhafen

Am 10. Dezember 1870, in der Mitte des Deutsch-Französischen Krieges, erbat der Zentral-Dombau-Verein vom preußischen König Wilhelm I. erbeutete Kanonen. Das Domgeläut sollte um eine übergroße Glocke mit dem Ton c0 ergänzt werden, deren Gewicht auf 25 bis 27 Tonnen geschätzt worden war. Damit waren 22 Kanonenrohre sowie etwa fünf Tonnen Zinn für den Guss der Glocke erforderlich. Am 21. März 1872 bewilligte Wilhelm I., mittlerweile Deutscher Kaiser, die Überlassung von 25 Tonnen Geschützbronze von 22 erbeuteten französischen Geschützen. Die Geschütze wurden am 11. Mai 1872 vor dem Dom aufgestellt. Da diese Kanonen eine „Spende“ des deutschen Kaisers waren, erhielt die Glocke diesen Namen.
Am 30. Oktober 1872 schloss der Verwaltungsausschuss des Zentral-Dombauvereins mit dem Glockengießer Andreas Hamm aus Frankenthal einen Vertrag über den Guss der Kaiserglocke, die im Oktober 1873 fertig sein sollte. Vertragsbestandteil war die Verpflichtung, den Ton c0 auch genau zu treffen. Doch der erste Guss am 19. August 1873 misslang, weil die Menge des verwendeten Metalls falsch kalkuliert war und demzufolge nicht ausreichte. Am 13. November 1873 erfolgte ein zweiter Guss. Am 5. Februar 1874 überprüfte eine vom Zentral-Dombauverein entsandte Kommission die Glocke, die den zweiten Guss als unbefriedigend betrachtete und einen dritten Guss in Auftrag gab.

## Dritter Guss

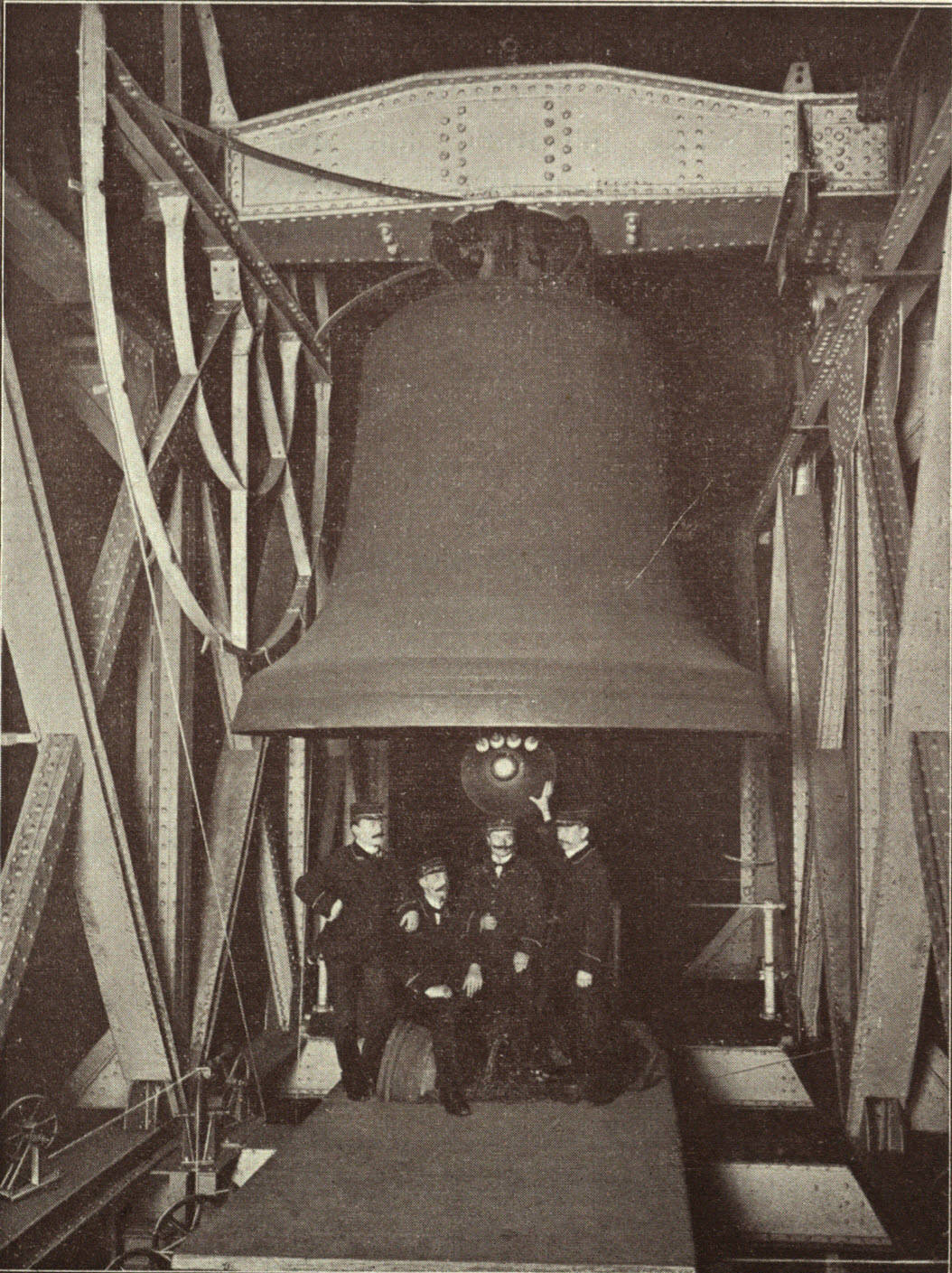
Die Kaiserglocke mit neuem Klöppel im Jahr 1909

Am 3. Oktober 1874 erfolgte durch Andreas Hamm der dritte und letzte Guss der Kaiserglocke. Am 21. Februar 1876 gab eine Sachverständigenkommission ein Gutachten über die Glocke ab. Der gewünschte Schlagton konnte immer noch nicht ganz erreicht werden, und drei Versuche die Glocke zu läuten misslangen. Aber es wurde kein weiterer Guss beschlossen, vielmehr sollten der Klöppel und die Aufhängung geändert werden. Am 28. November 1876 wurde in Anwesenheit des Vorstands des Dombauvereins ein Probeläuten mit dem neuen Klöppel durchgeführt. Der Dombaumeister Richard Voigtel erklärte in einem Gutachten, dass die Glocke abgenommen werden könne, weshalb auch die Zahlung an Andreas Hamm erfolgen sollte. Am 4. Dezember fand vor drei musikalischen Sachverständigen, darunter Ferdinand von Hiller, ein weiteres Probeläuten statt. Beim Probegeläut wurde dann festgestellt, dass statt eines geforderten c0 die Glocke im Ton cis0 erklingt. Dennoch befürworteten die Sachverständigen die Abnahme der Glocke in der Hoffnung auf eine Verbesserung, wenn sie erst einmal im Turm hänge.
Am 7. August 1878 wurde die Kaiserglocke in den Südturm hinaufgezogen. Die Hoffnung auf die Entfaltung des vollen Klangs an ihrem Platz im Glockenstuhl erfüllte sich jedoch nicht. Gut zwei Dutzend Deutzer Kürassiere hingen in den Seilen, wenn die Kaiserglocke läuten sollte. 30 Jahre lang misslangen die Versuche, wenigstens einen technisch einwandfreien Anschlag zu erzielen. Im Volk wurde die Kaiserglocke „Große Schweigerin“ oder einfach „die Stumme von Köln“ genannt.
Die Glockenweihe der Kaiserglocke erfolgte erst am 30. Juni 1887 in Anwesenheit der Vorstandsmitglieder des Dombauvereins. Hintergrund war der Kulturkampf, in dessen Verlauf der Kölner Erzbischof Paulus Melchers 1875 ins niederländische Exil floh. Am 30. Juli 1885 war Philipp Krementz zum Kölner Erzbischof ernannt worden, doch erst am 23. Mai 1887 erklärte Papst Leo XIII. die Auseinandersetzung für beendet. Bis dahin hatte man von der Glockenweihe Abstand genommen, weil sie auch als eine Ehrung des kaiserlichen Stifters und des preußischen Staates verstanden worden wäre.

## Austausch des Klöppels

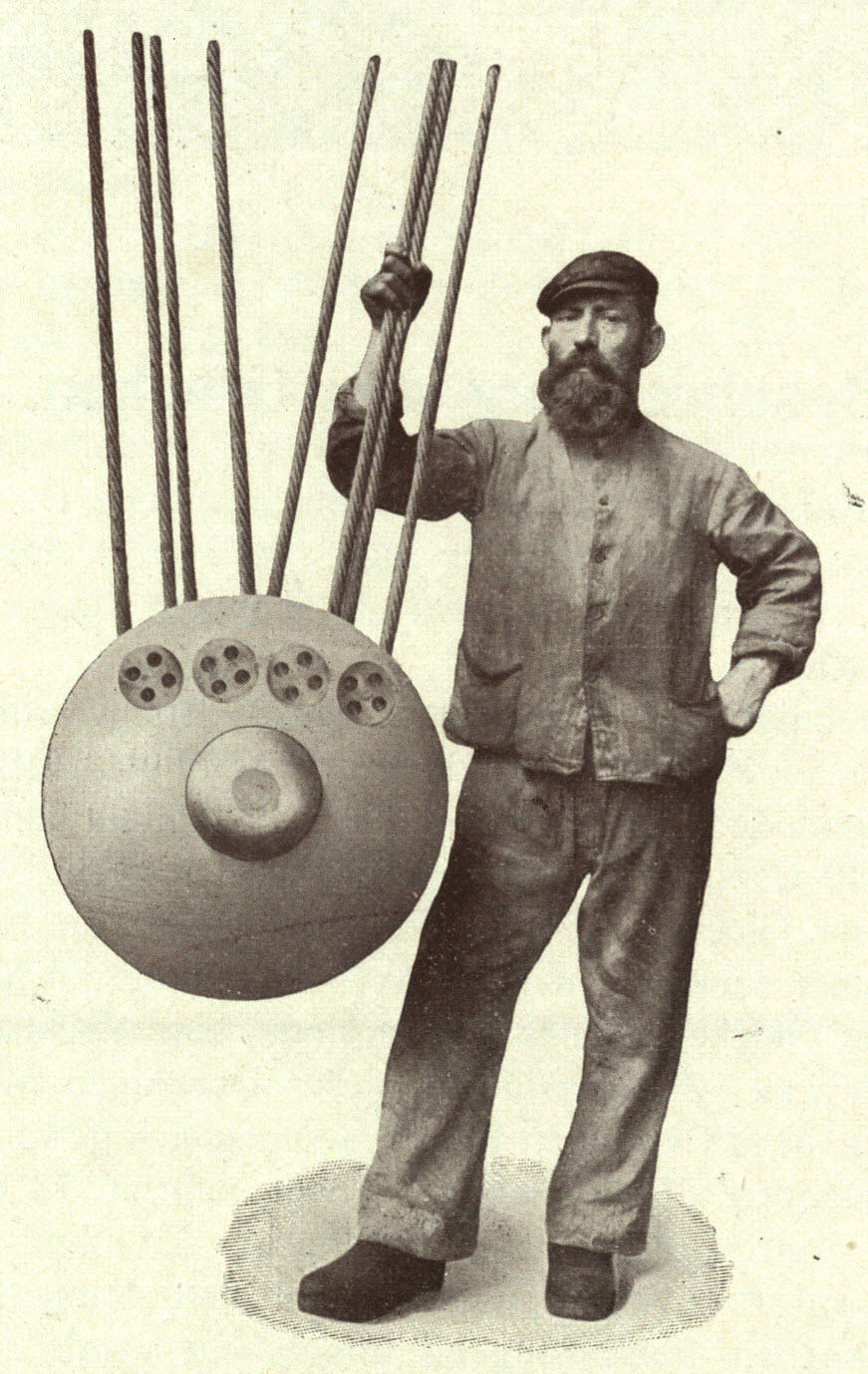
Der 1909 angefertigte neue Klöppel der Kaiserglocke

Am Pfingstsamstag, dem 6. Juni 1908, brach die Klöppelöse und der mehrfach nachgebesserte Klöppel der Kaiserglocke stürzte in den Glockenstuhl. Die Kaiserglocke wurde nicht mehr geläutet und man zog einen Neuguss der Glocke in Betracht. Der zerbrochene Klöppel steht heute noch links neben dem Südportal an der Außenwand des Domes.
1909 wurde die Aufhängung der Glocke verändert, ihr innerer Rand abgedreht und ein neuer Klöppel angebracht. Der Klöppel war eine vom Bochumer Verein konstruierte fast 900 Kilogramm schwere Stahlkugel mit 600 Millimetern Durchmesser. Sie hatte an den Anschlagstellen des Klöppels aufgesetzte Ballen aus Bronze und war an acht Seilen in der Glocke aufgehängt. Dieser Klöppel befindet sich heute im Glockenmuseum unter der Glockenstube des Südturmes.
Die wichtigste Änderung war die Installation elektrischer Läutemaschinen für die Kaiserglocke und alle anderen Glocken des Domgeläuts. Mit dem 1909 installierten elektrischen Läutewerk konnte die Kaiserglocke erstmals technisch einwandfrei angeschlagen werden. Dauerte das Anläuten der Kaiserglocke früher mit 28 Mann 12 bis 15 Minuten bis zum vollen Glockenausschlag, so verkürzte das elektrische Läutewerk die Zeit auf 40 Sekunden, und alle Domglocken konnten von nur einem Mann geläutet werden.
Ab Juni 1918 wurde die Kaiserglocke im Südturm des Kölner Doms in dreimonatiger Arbeit zur Gewinnung von kriegswichtigem Material zerlegt und abtransportiert. Unter dem 1920 von Georg Grasegger geschaffenen Gefallenendenkmal des Doms wurde eine Plakette zur Erinnerung an die Kaiserglocke angebracht.

## Gestaltung

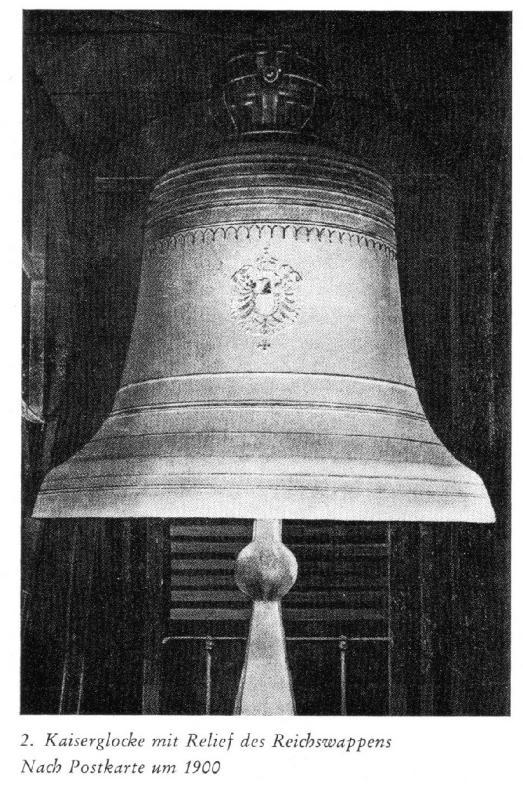
Die Kaiserglocke mit Reichswappen und ihrem ersten Klöppel

### Krone
Die sechs Henkel, welche die Krone der Kaiserglocke bildeten, waren mit Engelsköpfen geziert und liefen an den Befestigungspunkten in Löwenklauen aus. Der reiche Schmuck der Glocke entstammte einem Entwurf des Dombaumeisters Richard Voigtel, die Modelle zu den Bildnissen und Ornamenten waren von Peter Fuchs angefertigt worden.

### Inschriften
Um die Schulter – unterhalb der Krone – verlief eine dreizeilige Inschrift in gotischen Buchstaben:

“GUILELMUS, AUGUSTISSIMUS IMPERATOR GERMANORUM,REX BORUSSORUM PIE MEMOR COELESTIS AUXILII ACCEPTI IN GERENDO FELICISSIME CONFICIENDOQUE NUPERRIMO, BELLO GALLICO, INSTAURATO IMPERIO GERMANICO, BELLICA TORMENTA CAPTIVA AERIS QUINQUAGINTA MILLIA PONDO IUSSIT CONFLIARI IN CAMPANAM SUSPENDENDAM IN HAC ADMIRANDAE STRUCTURAE AEDE EXAEDIFICATIONI TANDEM PROXIMA.

CUI VICTORIOSISSIMI PRINCIPIS PIETISSIMAE VOLUNTATI OBSECUTA SOCIETAS PERFICIENDO HUIC TEMPLO METROPOLITANO CONSTITUTA F. G. PIO P. IX. V. PONTIFICI ROMANO PAULO MELCHERS ARCHIEP. COLONIEN. A. D. MDCCCLXXIV.”

„Wilhelm, der allerdurchlauchtigste deutsche Kaiser und König von Preußen, in frommer Erinnerung an die himmlische Hilfe, die ihm bei der so glücklichen Führung und Beendigung des jüngsten französischen Krieges zuteil wurde, hat nach Wiederaufrichtung des deutschen Kaisertums aus eroberten Geschützen im Gewichte von 50 000 Pfund eine Glocke zu gießen befohlen, die auf diesem herrlichen, seinem Ausbau endlich nahe gerückten Gotteshaus aufgehängt werden solle.

Solchem frommen Willen des sieggekrönten Fürsten entsprechend, hat der zur Vollendung dieses Domes gegründete Verein dieselbe herstellen lassen unter dem römischen Papst Pius IX. und dem Erzbischof von Köln Paul Melchers, im Jahre des Herrn 1874.“

Auf der vorderen Flanke war ein Relief des hl. Petrus, darunter folgende Inschrift:

“VOCE MEA COELI POPULO DUM NUNTIO SORTES
SURSU CORDA VOLANT AEMULA VOCE SUA.
PATRONUS QUI VOCE MEA TEMPLI ATRIA PANDIS
JANITOR ET COELI LIMINA PANDE SIMUL.”

„Künd’ ich mit meiner Stimme dem Volk die himmlische Botschaft,
Schwingen die Seelen sich auf, stimmen voll Eifer mit ein.
Der Du durch meine Stimme des Tempels Hallen eröffnest,
Oeffne des Himmels Tür, himmlischer Pförtner, zugleich.“

Gegenüber diesem war ein Abbild des deutschen Reichswappens, unter dem folgende Inschrift geschrieben stand:

„Die Kaiserglocke heiss’ ich, Des Kaisers Ehren preis ich,
Auf heil’ger Warte steh’ ich, Dem Deutschen Reich erfleh’ ich,
Dass Fried’ und Wehr Ihm Gott bescheer’!“

## Namensverwandte

### Deutschland
- Kaiserglocken im Bamberger Dom. Gemeint sind die Heinrichsglocke von 1311 (179,9 cm, ~5.000 kg, cis1) und die Kunigundenglocke aus der Zeit um 1185 (159,5 cm, ~3.450 kg, c1).
- Kaiserglocke von 1905 (~6.400 kg, g0) in der Bad Homburger Erlöserkirche
- Kaiserglocke (Kaiser-Ruprecht-Glocke) von 1949 (321 cm, ~14.000 kg, es0) in der Stiftskirche zu Neustadt an der Weinstraße
- Kaiserglocke (Maximilianus-Josephus-Glocke) von 1822 (208 cm, 5.350 kg, g0) im Speyerer Dom

### Österreich
- Kaiserglocke von 1845 (215 cm, 6.374 kg, gis0) in der Liebfrauenkirche von Kitzbühel. Sie gilt als klangschönste Glocke Tirols. Sie wurde von Josef Georg Miller ursprünglich für den Innsbrucker Dom (damals noch Stadtpfarrkirche) als Umguss der gesprungenen großen Glocke geschaffen. Wegen eines Schönheitsfehlers – eine Delle an der Haube durch einen herabfallenden Ziegelstein – und auch wegen ihres etwa um einen Halbton zu hoch geratenen Schlagtones wurde sie jedoch nicht angenommen. Miller musste den Preis für das zur Verfügung gestellte Metall bezahlen und auch die für die Glockenzier eigens hergestellten Modeln herausgeben. Er versuchte daraufhin, die Glocke anderweitig zu verkaufen, wobei er sich als Preis mit dem reinen Materialwert begnügte. 1847 wurde die Glocke schließlich für Kitzbühel erworben. Ihren Namen Kaiserglocke erhielt sie erst im Ersten Weltkrieg, da sie durch einen besonderen Erlass des Kaisers von der Ablieferung zu Kriegszwecken verschont blieb. Sie ist übrigens der Innsbrucker Domglocke, die schließlich von Johann Grassmayr gegossen wurde, zum Verwechseln ähnlich. Beide tragen die gleiche Glockenzier und auch nahezu die gleichen Inschriften, denn Grassmayr verwendete dafür dieselben Modeln wie Miller. Auch Gewicht und Größe sind nahezu gleich.[14]

### Italien
- Kaiserglocke (St. Augustin) von 1895 (201 cm, 5.026 kg, gis0) in der Benediktinerabtei zu Muri-Gries